# Джеваншир, Мирза Исмаил
Мирза Исмаил Мешади Гасым оглы Хаджилы-Джеваншир (азерб. Mirzə İsmayil Məşədi Qasım oğlu Hacılı-Cavanşir, 1828, Шуша,Грузинская губерния, Российская империя — 1894, Шуша, Шушинский уезд, Елизаветпольская губерния, Российская империя) — азербайджанский поэт и каллиграф XIX века, член литературного общества «Меджлиси-фарамушан».

## Биография
Мирза Исмаил Джеваншир родился в 1828 году в городе Шуша. Он учился у отца профессии шорника. Какое-то время он был парфюмером. Затем он учился в медресе. Поскольку он был образован, у него было звание каллиграфа. Он занимался школьным обучением, а также писал произведения под псевдонимом «Махзун». Мир Мохсун Навваб, Мухаммед-ага Муджтахидзаде и Фиридун-бек Кочарли писали о нем в своих произведениях. Мирза Исмаил скончался в 1894 году в Шуше.